# Koumbou
Koumbou est un village du Cameroun situé dans le département du Haut-Nyong et la région de l'Est.
Il fait partie de la commune de Nguelemendouka.

## Population
Lors du recensement de 2005, Koumbou comptais 285 habitants.
Selon le Plan Communal de Développement de Nguelemendouka (2012), la population locale était de 312 personnes.

## Développement
Selon le Plan Communal de Développement de Nguelemendouka (2012), plusieurs mesures ont été envisagées pour le développement de Koumbou.
1. Réhabilitation de 2 points d’eau dans le village
2. Construction et équipement d'infrastructures dans l'école primaire de Koumbou
3. Extension du réseau électrique